# Нейтронний гамма-каротаж
Нейтронний гамма-каротаж (НГК) (рос. нейтронный гамма-каротаж (НГК) , англ. neutron gamma-ray logging; нім. Neutronen-Gamma-Bohrlochmessung f) — метод дослідження свердловин, оснований на опроміненні гірських порід швидкими нейтронами й реєстрації гамма-випромінювання, що виникає при захопленні теплових нейтронів у гірській породі.
Імпульсний НГК (ІНГК) застосовується для виділення пластів, насичених нафтою й мінералізованою водою, для оцінки концентрацій бору, ртуті, солей хлору, рідкісних земель (всі вони мають великі перетини захоплення нейтронів), при контролі за розробкою й при дорозвідці родовищ нафти й газу.